# Sybra multifuscofasciata
Sybra multifuscofasciata là một loài bọ cánh cứng trong họ Cerambycidae.